# Spermophilus musicus
Spermophilus musicus är en däggdjursart som beskrevs av Édouard Ménétries 1832. Spermophilus musicus ingår i släktet sislar och familjen ekorrar. Inga underarter finns listade.

## Taxonomi
Vissa forskare betraktar arten som en underart till dvärgsisel (Spermophilus pygmaeus), S. pygmaeus musicus.

## Beskrivning
En liten sisel med en kroppslängd från nos till svansbas på 20 till 24 cm och en svanslängd på omkring 5 cm. Ryggsidans päls är gulgrå med mycket otydliga gulbruna fläckar, medan buksidan är gulaktigt grå.

## Ekologi
En dagaktiv sisel som förekommer på bergsängar, stäpper, gärna med inslag av säd eller malörter, kornåkrar, våtängar och branta sluttningar med xerofytisk vegetation.
Födan består främst av olika växtdelar, med ett sällsynt inslag av animalisk föda.
Arten lever i mindre kolonier, ofta i enkla hålor omkring 30 till 40 cm under jord. Längre gångystem med sidogångar och flera ingångar på djup mellan 80 och 120 cm förekommer emellertid också. Arten sover vintersömn med början i augusti till oktober, och med slut mellan slutet av mars till början av maj. Äldre djur, speciellt hanar, går i regel först i dvala. Parningen äger rum just efter vintersömnen: Honan får mellan 2 och 4 ungar efter 22 dagars dräktighet.

## Utbredning
Utbredningsområdet är begränsat och omfattar endast Kaukasus, där arten finns på norra sidan av bergskedjan Prielbrusje vid floderna Kuban, Malka, Bakan och Chegem, alla belägna i delrepublikerna Karatjajen-Tjerkessien och Kabardinien-Balkarien (södra Kaukasien).

## Status
IUCN kategoriserar arten globalt som nära hotad. Främsta anledningen är den begränsade utbredningen, men man ser också en tänkbar risk för habitatförlust genom att de lämpliga habitaten börjar utnyttjas som betesmarker. Torka är ett annat, möjligt hot.